# Filmografia sul calcio
Il cinema e il calcio intrattengono i rapporti fin da un film muto inglese del 1911, Harry the Footballer di soli 11 minuti, che fu di fatto la prima rappresentazione cinematografica di questo sport.
Sono molti i film che nel loro sviluppo riprendono fasi di una partita di calcio (come Don Camillo, I soliti ignoti, I due nemici, Pomi d'ottone e manici di scopa, Fantozzi, Il ragazzo di campagna, Marrakech Express, Tre uomini e una gamba), tuttavia l'elenco riportato è riferito solamente a quei film che hanno il calcio come elemento principale della trama.

## Biografici
- Il profeta del gol, regia di Sandro Ciotti (1976)
- Michael Laudrup - en fodboldspiller, regia di Jørgen Leth (1993)
- Best, regia di Mary McGuckian (2000)
- Johan Cruijff: En un momento dado, regia di Ramón Gieling (2004)
- Paolo Maldini - Il film, regia di Paolo Ameli (2005)
- Maradona - La mano de Dios, regia di Marco Risi (2007)
- Stoichkov, regia di Borislav Kolev (2012)
- Messi - Storia di un campione (Messi), regia di Álex de la Iglesia (2014)
- Golden Shoes, Goal!, regia di Anthony Wonke (2015)
- Zanetti Story, regia di Simone Scafidi e Carlo Sigon - documentario (2015)
- Pelé, regia di Jeff e Michael Zimbalist (2016)
- Buffon il numero 1, regia di Gabriele Palmieri (2016)
- The Keeper, regia di Marcus H. Rosenmülle (2019)
- Mi chiamo Francesco Totti, regia di Alex Infascelli (2020)
- Il Divin Codino, regia di Letizia Lamartire (2021)
- Zlatan, regia di Jens Sjögren (2021)

## Drammatici

Elena Sofia Ricci e Ugo Tognazzi in Ultimo minuto (1987)

- Due tempi all'inferno (Két félidő a pokolban), regia di Zoltán Fábri (1962)
- Il terzo tempo (Tretij tajm), regia di Evgenij Karelov (1962)
- Grazie amore mio (Volver a vivir), regia di Mario Camus (1968)
- Un uomo in vendita (Bloomfield), regia di Richard Harris (1971)
- Prima del calcio di rigore (Die Angst des Tormanns beim Elfmeter), regia di Wim Wenders (1972)
- Fimpen il goleador (Fimpen) regia di Bo Widerberg (1973)
- Il sostituto (Coup de tête), regia di Jean-Jacques Annaud (1978)
- Fuga per la vittoria (Victory), regia di John Huston (1981)
- Young Giants, regia di Terrell Tannen (1983)
- Ultimo minuto, regia di Pupi Avati (1987)
- Shoot! Hit the goal, regia di Kazuki Ōmori (1994)
- L'estate di Bobby Charlton, regia di Massimo Guglielmi (1995)
- Al centro dell'area di rigore, regia di Roberto Ivan Orano e Bruno Garbuglia (1996)
- Sabato nel pallone (When Saturday Comes), regia di Maria Giese (1997)
- Cuori in campo, regia di Stefano Reali - film TV (1998)
- Sfida per la vittoria (El portero), regia di Gonzalo Suárez (2000)
- Sfida per la vittoria (A Shot at Glory), regia di Michael Corrente (2000)
- L'uomo in più, regia di Paolo Sorrentino (2001)
- Mean Machine, regia di Barry Skolnick (2001)
- L'ultimo rigore, regia di Luciano Martino - film TV (2002)
- Il miracolo di Berna (Das Wunder von Bern), regia di Sönke Wortmann (2003)
- Ora e per sempre, regia di Vincenzo Verdecchi (2005)
- Goal!, regia di Danny Cannon (2005)
- Garpastum, regia di Aleksej Alekseevič German (2005)
- In campo per la vittoria (The Game of Their Lives), regia di David Anspaugh (2005)
- Il Grande Torino, regia di Claudio Bonivento - serie TV (2005)
- L'ultimo rigore 2, regia di Luciano Martino - film TV (2006)
- Ho sposato un calciatore, regia di Stefano Sollima - serie TV (2005)
- Goal II - Vivere un sogno (Goal! 2 Living the Dream), regia di Jaume Collet-Serra (2007)
- Il mio sogno più grande (Gracie), regia di Davis Guggenheim (2007)
- Carlito alla conquista di un sogno (Carlitos y el campo de los sueños), regia di Jesús del Cerro (2008)
- Goal III: Taking on the World, regia di Andy Morahan (2009)
- Piede di Dio, regia di Luigi Sardiello (2009)
- Il maledetto United (The Damned United), regia di Tom Hooper (2009)
- United, regia di James Strong (2011)
- La grande passione (United Passions), regia di Frédéric Auburtin (2014)

### I tifosi

Claudio Amendola, Ricky Memphis e Gianmarco Tognazzi in Ultrà (1990)

- The Firm, regia di Alan Clarke - film TV (1988)
- À mort l'arbitre!, regia di Jean-Pierre Mocky (1984)
- Appuntamento a Liverpool, regia di Marco Tullio Giordana (1988)
- Ultrà, regia di Ricky Tognazzi (1990)
- Hooligans (I.D.), regia di Philip Davis (1995)
- E.A.M - Estranei alla massa, regia di Vincenzo Marra (2001)
- The Football Factory, regia di Nick Love (2004)
- Hooligans (Green Street), regia di Lexi Alexander (2005)
- Cass, regia di Jon S. Baird (2008)
- Hooligans 2 (Green Street 2: Stand Your Ground), regia di Jesse V. Johnson (2009)
- L'ultimo ultras, regia di Stefano Calvagna (2009)
- The Firm, regia di Nick Love (2009)
- Awaydays, regia di Pat Holden (2009)
- Ultras, regia di Francesco Lettieri (2020)

## Commedie

Ugo Conti, Massimo Boldi, Diego Abatantuono e Teo Teocoli in Eccezzziunale... veramente (1982)

- Cinque a zero, regia di Mario Bonnard (1932)
- 11 uomini e un pallone, regia di Giorgio Simonelli (1948)
- L'inafferrabile 12, regia di Mario Mattoli (1950)
- Gli eroi della domenica, regia di Mario Camerini (1953)
- La domenica della buona gente, regia dii Anton Giulio Majano (1953)
- Gambe d'oro, regia di Turi Vasile (1958)
- Cup Fever, regia di David Bracknell (1965)
- Il presidente del Borgorosso Football Club, regia di Luigi Filippo D'Amico (1970)
- L'arbitro, regia di Luigi Filippo D'Amico (1973)
- Régi idök focija, regia di Pál Sándor (1973)
- Bim bum bam, regia di Aurelio Chiesa (1981)
- Eccezzziunale... veramente, regia di Carlo Vanzina (1982)
- Il diavolo e l'acquasanta, regia di Bruno Corbucci (1983)
- Quel ragazzo della curva B, regia di Romano Scandariato (1987)
- Fratelli d'Italia (terzo episodio), regia di Neri Parenti (1989)
- Didier, regia di Alain Chabat (1997)
- Febbre a 90° (Fever Pitch), regia di David Evans (1997)
- La coppa (Phörpa), regia di Khyentse Norbu (1999)
- Tifosi, regia di Neri Parenti (1999)
- Jimmy Grimble (There's Only One Jimmy Grimble) regia di John Hay (1999)
- Prenditi un sogno (Purely Belter), regia di Mark Herman (2000)
- Ultimo stadio, regia di Ivano De Matteo (2002)
- Sognando Beckham (Bend It Like Beckham), regia di Gurinder Chadha (2002)
- I gemelli del goal (Just for Kicks), regia di Sydney J. Bartholomew Jr. (2003)
- Una squadra di classe (The Big Green), regia di Holly Goldberg Sloan (2004)
- Cose da fare prima dei 30 (Things To Do Before You're 30), regia di Simon Shore (2004)
- Derby in famiglia (Kicking & Screaming), regia di Jesse Dylan (2005)
- Eccezzziunale veramente - Capitolo secondo... me, regia di Carlo Vanzina (2006)
- She's the Man, regia di Andy Fickman (2006)
- A due calci dal paradiso, regia di Fabio Martina (2006)
- 4-4-2 - Il gioco più bello del mondo, regia di Michele Carrillo, Claudio Cupellini, Roan Johnson, Francesco Lagi (2006)
- Soccer Girl - Un sogno in gioco (Her Best Move), regia di Norm Hunter (2007)
- Il mio amico Eric (Looking for Eric), regia di Ken Loach (2009)
- Dream Team (Les Seigneurs), regia di Olivier Dahan (2012)
- L'arbitro, regia di Paolo Zucca (2013)
- Diamantino - Il calciatore più forte del mondo, regia di Gabriel Abrantes, Daniel Schmidt (2018)
- Il campione, regia di Leonardo D'Agostini (2019)

### Animazione
- Holly e Benji, i due fuoriclasse, anime (1983)
- Palla al centro per Rudy, anime (1985)
- Goool! (Metegol), regia di Juan José Campanella (2013)
- I primitivi, regia di Nick Park (2018)

### Comici

Lino Banfi ne L'allenatore nel pallone (1984)

- I due maghi del pallone, regia di Mariano Laurenti (1970)
- Don Franco e don Ciccio nell'anno della contestazione, regia di Marino Girolami (1970)
- Il tifoso, l'arbitro e il calciatore, regia di Pier Francesco Pingitore (1982)
- Paulo Roberto Cotechiño centravanti di sfondamento, regia di Nando Cicero (1983)
- Al bar dello sport, regia di Francesco Massaro (1983)
- L'allenatore nel pallone, regia di Sergio Martino (1984)
- Mezzo destro mezzo sinistro - 2 calciatori senza pallone, regia di Sergio Martino (1985)
- Shaolin Soccer (Siu lam juk kau), regia di Stephen Chow (2001)
- Tutti all'attacco, regia di Lorenzo Vignolo (2005)
- L'allenatore nel pallone 2, regia di Sergio Martino (2008)

### Le partite
- Italia-Germania 4-3, regia di Andrea Barzini (1990)
- La coppa (Phörpa), regia di Khyentse Norbu (1999)
- Il grande match (La gran final), regia di Gerardo Olivares (2006)

## Documentari
- Gli 11 moschettieri, regia di Ennio De Concini e Fausto Saraceni (1952)
- Saeta rubia, regia di Javier Setó (1956)
- Garrincha, alegria do povo, regia di Joaquim Pedro de Andrade (1962)
- La batalla del domingo, regia di Luis Marquina - cortometraggio (1963)
- Idoli controluce, regia di Enzo Battaglia (1965)
- G'olé!, regia di Tom Clegg (1982)
- Effetto Toro, regia di Nemesio Beltrame e Valter Buccino (1985)
- Hooligan, regia di Ian Stuttard - film TV (1985)
- Maradona l'eroe (Hero: The Official Film of the 1986 FIFA World Cup), regia di Tony Maylam (1986)
- Notti magiche (Soccer Shootout), regia di Mario Morra (1990)
- E.A.M - Estranei alla massa, regia di Vincenzo Marra (2001)
- The Game of Their Lives, regia di Daniel Gordon (2002)
- La grande finale (The Grand Finale), regia di Pat O'Connor e Michael Apted (2006)
- Zidane: A 21st Century Portrait, regia di Douglas Gordon e Philippe Parreno (2006)
- Maradona di Kusturica (Maradona by Kusturica), regia di Emir Kusturica (2008)
- Kill the Referee (Les Arbitres), regia di Yves Hinant, Delphine Lehericey e Eric Cardot (2009)
- Zemanlandia, regia di Giuseppe Sansonna (2009)
- Il Mundial Dimenticato, regia di Lorenzo Garzella (2011)
- Un altro calcio è possibile - Ardita San Paolo, regia di Nicola Gesualdo e Antonio Bellusci (2013)
- Ruud Krol - Quando il calcio è classe, regia di Tommaso Briganti - cortometraggio (2013)
- Nel pallone, regia di Giangiacomo De Stefano (2014)
- Barça Dreams, regia di Jordi Llompart (2015)
- Una meravigliosa stagione fallimentare, regia di Mario Bucci (2015)
- Bianconeri - Juventus Story (Black and White Stripes: The Juventus Story), regia di Marco e Mauro La Villa (2016)
- Diego Maradona, regia di Asif Kapadia (2019)

## Gialli
- Il mistero dell'arsenale (The Arsenal Stadium Mystery), regia di Thorold Dickinson (1939)

## Fiction televisive
- Il colore della vittoria, regia di Vittorio De Sisti - serie TV (1990)
- L'ultimo rigore, regia di Luciano Martino - film TV (2002)
- Goal - Speak English, Play Football, regia di Henry Foster - serie TV (2003)
- Il Grande Torino, regia di Claudio Bonivento - serie TV (2005)
- Ho sposato un calciatore, regia di Stefano Sollima - serie TV (2005)
- L'ultimo rigore 2, regia di Luciano Martino - film TV (2006)